# Joop Schuman
Joop Schuman (Zwolle, 6 januari 1934 - aldaar, 13 september 2003) was een Nederlands voetballer. Hij kwam uit voor PEC, SC Preußen Münster en Heracles.
Schuman was als aanvaller een typische goaltjesdief. Hij maakte in tien seizoenen 143 doelpunten voor PEC. Zijn debuut in het eerste elftal, twee dagen na zijn zestiende verjaardag, luisterde hij op met zijn allereerste doelpunt. Op 8 januari 1950 in de uitwedstrijd tegen ZVV Be Quick (0-2) scoorde hij in de 73e minuut de openingsgoal voor PEC met een kopbal.
Bij Heracles maakte hij deel uit van promoties van de Tweede divisie tot de Eredivisie. In het seizoen 1961/62 werd hij met 44 doelpunten topscorer van de Eerste divisie. Dit record staat nog steeds.
Na zijn vertrek bij Heracles in 1964 speelde hij nog drie jaar bij PEC. Hij sloot zijn carrière af in het seizoen 1966/67. Met 22 doelpunten werd hij voor de achtste keer clubtopscorer. 
Schuman overleed in 2003 na een lang ziekbed in het Sophia Ziekenhuis te Zwolle. In het Polman Stadion van Heracles is de oostelijke tribune naar hem vernoemd.

## Statistieken
| Seizoen | Club               | Competitie       | Wed. | Goals |
| ------- | ------------------ | ---------------- | ---- | ----- |
| 1949/50 | PEC                | Tweede klasse    | 6    | 4     |
| 1950/51 | PEC                | Tweede klasse    | 21   | 11    |
| 1951/52 | PEC                | Tweede klasse    | 18   | 22    |
| 1952/53 | PEC                | Tweede klasse    | 14   | 18    |
| 1953/54 | PEC                | Tweede klasse    | 20   | 17    |
| 1954/55 | PEC                | Tweede klasse    | 17   | 26    |
| 1955/56 | PEC                | 1e Klasse A      | –    | 20    |
| 1956/57 | SC Preußen Münster | Oberliga West    | 4    | 0     |
| 1957/58 | Heracles           | Tweede divisie B | –    | 42    |
| 1958/59 | Heracles           | Eerste divisie B | –    | 23    |
| 1959/60 | Heracles           | Eerste divisie B | –    | 28    |
| 1960/61 | Heracles           | Eerste divisie B | –    | 27    |
| 1961/62 | Heracles           | Eerste divisie B | –    | 44    |
| 1962/63 | Heracles           | Eredivisie       | 20   | 10    |
| 1963/64 | Heracles           | Eredivisie       | 15   | 1     |
| 1964/65 | PEC                | Tweede divisie   | –    | 3     |
| 1965/66 | PEC                | Tweede divisie   | –    | 0     |
| 1966/67 | PEC                | Tweede divisie   | –    | 22    |
| Totaal  | Totaal             | Totaal           | –    | 318   |